# Affaire Rupan Deol Bajaj
L'affaire Rupan Deol Bajaj, ou l'affaire Rupan Deol Bajaj contre KPS Gill, a été l'une des affaires juridiques les plus médiatisées en Inde et il le demeura pendant de nombreuses années.

## Description
Dans cette affaire très médiatisée, KPS Gill, à l'époque le directeur général de la police du Pendjab, a été reconnu coupable des accusations d'attentat à la pudeur. Le 20 août 1988, la Haute Cour du Pendjab et de l'Haryana a confirmé la condamnation de Gill en vertu de l'article 354 (outrage à la pudeur d'une femme) et de l'article 509 (mot, geste ou acte destiné à insulter une dame) pour son action contre Rupan Deol Bajaj. Rupan Deol Bajaj était à l'époque un officier des Services Administratifs Indiens (IAS) appartenant au Punjab Cadre. Elle a déposé une plainte contre KPS Gill, affirmant que ce dernier lui avait agressé la pudeur en lui tapotant le postérieur lors d'une fête organisée le 18 juillet 1988 à la résidence de Chandigarh du commissaire aux finances du Pendjab, SL Kapoor. Elle travaillait à l'époque comme secrétaire spéciale aux Finances, en tant qu'officier de l'IAS.